# Marliac
Marliac est une commune française située dans le centre du département de la Haute-Garonne, en région Occitanie.
Sur le plan historique et culturel, la commune est dans le Lauragais, l'ancien « Pays de Cocagne », lié à la fois à la culture du pastel et à l’abondance des productions, et de « grenier à blé du Languedoc ». Exposée à un climat océanique altéré, elle est drainée par la Jade, le ruisseau de Calers et par divers autres petits cours d'eau.
Marliac est une commune rurale qui compte 132 habitants en 2022, après avoir connu un pic de population de 400 habitants en 1800. Ses habitants sont appelés les Marliacois ou  Marliacoises.

## Géographie

### Localisation
La commune de Marliac se trouve dans le département de la Haute-Garonne, en région Occitanie.
Elle se situe à 42 km à vol d'oiseau de Toulouse, préfecture du département, à 29 km de Muret, sous-préfecture, et à 14 km d'Auterive, bureau centralisateur du canton d'Auterive dont dépend la commune depuis 2015 pour les élections départementales.
La commune fait en outre partie du bassin de vie de Saverdun.
Les communes les plus proches sont : 
Justiniac (2,2 km), Durfort (2,8 km), Gaillac-Toulza (3,0 km), Brie (4,3 km), Villeneuve-du-Latou (4,3 km), Esplas (4,9 km), Labatut (5,1 km), Canté (5,5 km).
Sur le plan historique et culturel, Marliac fait partie du Lauragais, occupant une vaste zone, autour de l’axe central que constitue le canal du Midi, entre les agglomérations de Toulouse au nord-ouest et Carcassonne au sud-est et celles de Castres au nord-est et Pamiers au sud-ouest. C'est l'ancien « Pays de Cocagne », lié à la fois à la culture du pastel et à l’abondance des productions, et de « grenier à blé du Languedoc ».
Marliac est limitrophe de six autres communes dont cinq dans le département de l'Ariège.
Les communes limitrophes sont  Brie, Canté, Durfort, Gaillac-Toulza, Justiniac et Villeneuve-du-Latou.
| Gaillac-Toulza               |                  | Canté (Ariège)     |
|                              | Marliac          | Brie (Ariège)      |
| Villeneuve-du-Latou (Ariège) | Durfort (Ariège) | Justiniac (Ariège) |

### Relief et géologie
La superficie de la commune est de 720 hectares ; son altitude varie de 250  à   369 mètres.

### Hydrographie

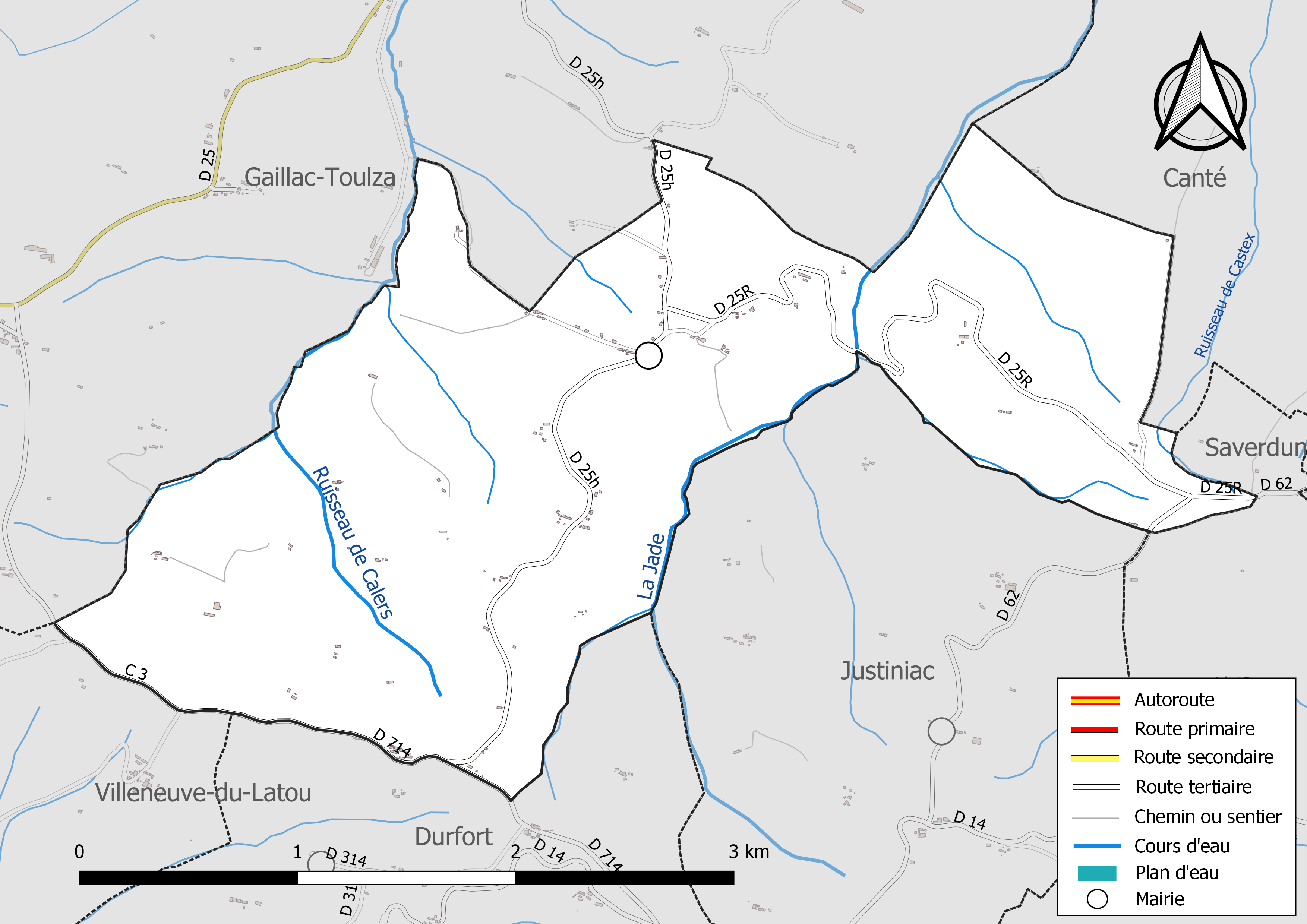
Réseaux hydrographique et routier de Marliac.

La commune est dans le bassin de la Garonne, au sein du bassin hydrographique Adour-Garonne. Elle est drainée par la Jade, le ruisseau de Calers, le ruisseau de Castex et par divers petits cours d'eau, constituant un réseau hydrographique de 9 km de longueur totale,.
La Jade, d'une longueur totale de 15,2 km, prend sa source dans la commune de Justiniac (09) et s'écoule vers le nord. Elle traverse la commune et se jette dans l'Ariège à Cintegabelle, après avoir traversé 9 communes.

### Climat
Pour des articles plus généraux, voir Climat de l'Occitanie et Climat de la Haute-Garonne.
En 2010, le climat de la commune est de type climat du Bassin du Sud-Ouest, selon une étude s'appuyant sur une série de données couvrant la période 1971-2000. En 2020, Météo-France publie une typologie des climats de la France métropolitaine dans laquelle la commune est exposée à un climat océanique altéré et est dans la région climatique Aquitaine, Gascogne, caractérisée par une pluviométrie abondante au printemps, modérée en automne, un faible ensoleillement au printemps, un été chaud (19,5 °C), des vents faibles, des brouillards fréquents en automne et en hiver et des orages fréquents en été (15 à 20 jours).
Pour la période 1971-2000, la température annuelle moyenne est de 12,7 °C, avec une amplitude thermique annuelle de 15,8 °C. Le cumul annuel moyen de précipitations est de 863 mm, avec 9,5 jours de précipitations en janvier et 6 jours en juillet. Pour la période 1991-2020, la température moyenne annuelle observée sur la station météorologique la plus proche, située sur la commune de Lherm à 30 km à vol d'oiseau, est de 13,6 °C et le cumul annuel moyen de précipitations est de 620,4 mm,. Pour l'avenir, les paramètres climatiques de la commune estimés pour 2050 selon différents scénarios d'émission de gaz à effet de serre sont consultables sur un site dédié publié par Météo-France en novembre 2022.

### Milieux naturels et biodiversité
Aucun espace naturel présentant un intérêt patrimonial n'est recensé sur la commune dans l'inventaire national du patrimoine naturel,,.

## Urbanisme

### Typologie
Au 1er janvier 2024, Marliac est catégorisée commune rurale à habitat très dispersé, selon la nouvelle grille communale de densité à sept niveaux définie par l'Insee en 2022.
Elle est située hors unité urbaine et hors attraction des villes,.

### Occupation des sols
L'occupation des sols de la commune, telle qu'elle ressort de la base de données européenne d’occupation biophysique des sols Corine Land Cover (CLC), est marquée par l'importance des territoires agricoles (94,4 % en 2018), une proportion identique à celle de 1990 (94,4 %). La répartition détaillée en 2018 est la suivante : 
zones agricoles hétérogènes (55,9 %), prairies (35,6 %), forêts (5,6 %), terres arables (2,9 %). L'évolution de l’occupation des sols de la commune et de ses infrastructures peut être observée sur les différentes représentations cartographiques du territoire : la carte de Cassini (XVIIIe siècle), la carte d'état-major (1820-1866) et les cartes ou photos aériennes de l'IGN pour la période actuelle (1950 à aujourd'hui).

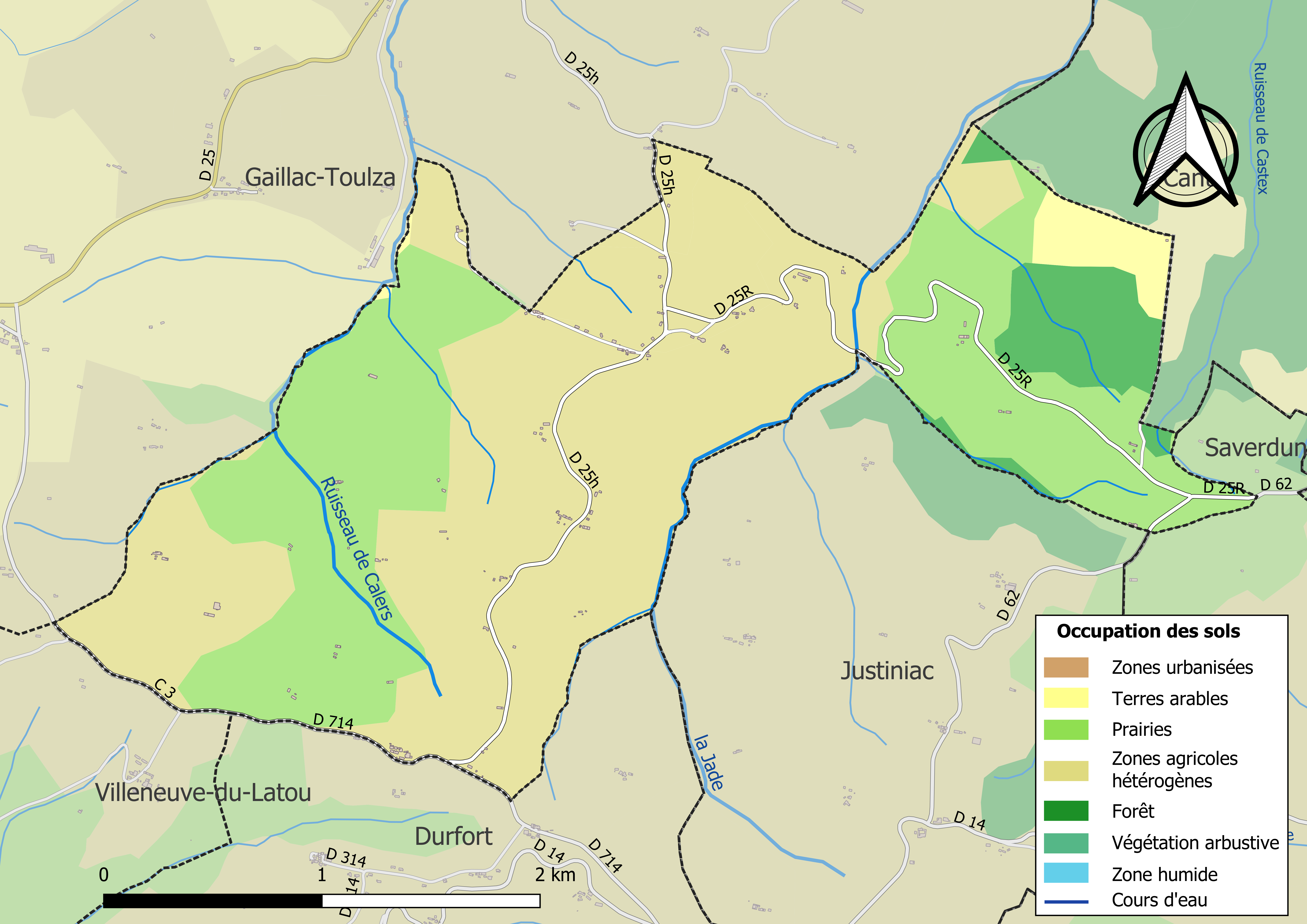
Carte des infrastructures et de l'occupation des sols de la commune en 2018 (CLC).

### Voies de communication et transports
La commune est traversée par la route départementale D25H, de plus elle est longée par la D714 dans sa partie sud ouest et la D62 dans sa partie sud est. Les transports y sont assurés par quelques bus scolaires.

### Risques majeurs
Le territoire de la commune de Marliac est vulnérable à différents aléas naturels : météorologiques (tempête, orage, neige, grand froid, canicule ou sécheresse), inondations et séisme (sismicité faible). Un site publié par le BRGM permet d'évaluer simplement et rapidement les risques d'un bien localisé soit par son adresse soit par le numéro de sa parcelle.
Certaines parties du territoire communal sont susceptibles d’être affectées par le risque d’inondation par débordement de cours d'eau, notamment le ruisseau de Calers. La commune a été reconnue en état de catastrophe naturelle au titre des dommages causés par les inondations et coulées de boue survenues en 1982, 1999, 2000 et 2009,.

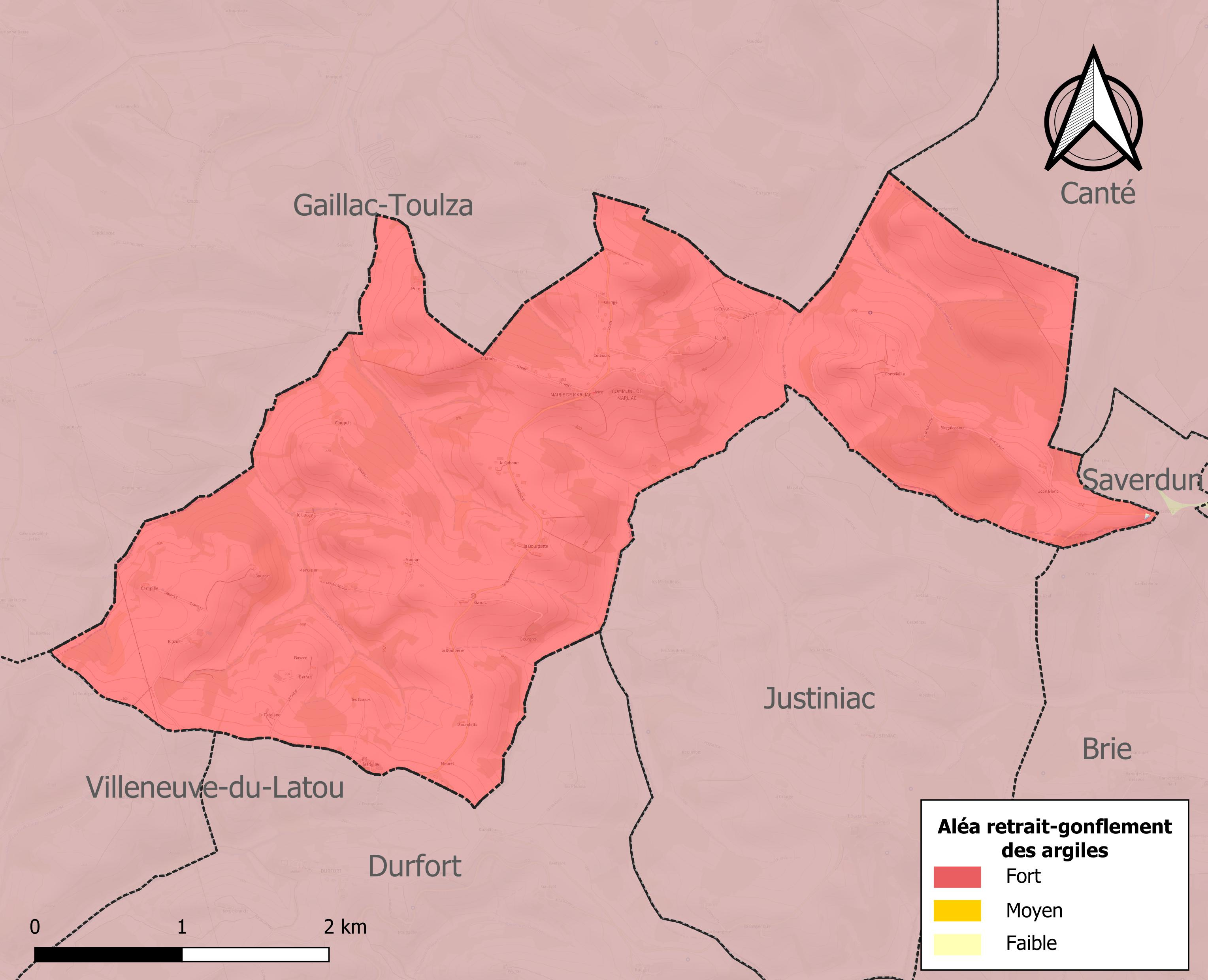
Carte des zones d'aléa retrait-gonflement des sols argileux de Marliac.

Le retrait-gonflement des sols argileux est susceptible d'engendrer des dommages importants aux bâtiments en cas d’alternance de périodes de sécheresse et de pluie. La totalité de la commune est en aléa moyen ou fort (88,8 % au niveau départemental et 48,5 % au niveau national). Sur les 65 bâtiments dénombrés sur la commune en 2019, 65 sont en aléa moyen ou fort, soit 100 %, à comparer aux 98 % au niveau départemental et 54 % au niveau national. Une cartographie de l'exposition du territoire national au retrait gonflement des sols argileux est disponible sur le site du BRGM,.
Par ailleurs, afin de mieux appréhender le risque d’affaissement de terrain, l'inventaire national des cavités souterraines permet de localiser celles situées sur la commune.
Concernant les mouvements de terrains, la commune a été reconnue en état de catastrophe naturelle au titre des dommages causés par la sécheresse en 2003 et par des mouvements de terrain en 1999.

## Histoire
À partir du Moyen Âge, jusqu'à sa disparition en 1790, pendant la Révolution française, Marliac faisait partie du diocèse de Rieux.

## Politique et administration

### Administration municipale
Le nombre d'habitants au recensement de 2011 étant compris entre 100 et 499, le nombre de membres du conseil municipal pour l'élection de 2014 est de onze,.

### Rattachements administratifs et électoraux
Commune faisant partie de la septième circonscription de la Haute-Garonne, de la communauté de communes du Bassin Auterivain et du canton d'Auterive (avant le redécoupage départemental de 2014, Marliac faisait partie de l'ex-canton de Cintegabelle).

### Liste des maires
| Période                                  | Période  | Identité            | Étiquette | Qualité    |
| ---------------------------------------- | -------- | ------------------- | --------- | ---------- |
| mars 2001                                | 2008     | Serge Dubos         | PS        |            |
| mars 2008                                | En cours | Pierre-Yves Caillat | DVG       | Professeur |
| Les données manquantes sont à compléter. |          |                     |           |            |

## Population et société

### Démographie
L'évolution du nombre d'habitants est connue à travers les recensements de la population effectués dans la commune depuis 1793. Pour les communes de moins de 10 000 habitants, une enquête de recensement portant sur toute la population est réalisée tous les cinq ans, les populations de référence des années intermédiaires étant quant à elles estimées par interpolation ou extrapolation. Pour la commune, le premier recensement exhaustif entrant dans le cadre du nouveau dispositif a été réalisé en 2005.

En 2022, la commune comptait 132 habitants, en évolution de −3,65 % par rapport à 2016 (Haute-Garonne : +8,02 %, France hors Mayotte : +2,11 %).
| 1793 | 1800 | 1806 | 1821 | 1831 | 1836 | 1841 | 1846 | 1851 |
| ---- | ---- | ---- | ---- | ---- | ---- | ---- | ---- | ---- |
| 250  | 400  | 231  | 230  | 270  | 306  | 313  | 334  | 338  |

| 1856 | 1861 | 1866 | 1872 | 1876 | 1881 | 1886 | 1891 | 1896 |
| ---- | ---- | ---- | ---- | ---- | ---- | ---- | ---- | ---- |
| 363  | 357  | 310  | 323  | 313  | 276  | 264  | 263  | 271  |

| 1901 | 1906 | 1911 | 1921 | 1926 | 1931 | 1936 | 1946 | 1954 |
| ---- | ---- | ---- | ---- | ---- | ---- | ---- | ---- | ---- |
| 262  | 301  | 287  | 214  | 224  | 204  | 184  | 178  | 136  |

| 1962 | 1968 | 1975 | 1982 | 1990 | 1999 | 2005 | 2006 | 2010 |
| ---- | ---- | ---- | ---- | ---- | ---- | ---- | ---- | ---- |
| 111  | 108  | 80   | 85   | 79   | 108  | 103  | 99   | 122  |

| 2015 | 2020 | 2022 | - | - | - | - | - | - |
| ---- | ---- | ---- | - | - | - | - | - | - |
| 129  | 135  | 132  | - | - | - | - | - | - |

| selon la population municipale des années : | 1968 | 1975 | 1982 | 1990 | 1999 | 2006 | 2009 | 2013 |
| Rang de la commune dans le département      | 390  | 489  | 455  | 485  | 465  | 470  | 466  | 456  |
| Nombre de communes du département           | 592  | 582  | 586  | 588  | 588  | 588  | 589  | 589  |

### Enseignement
Marliac fait partie de l'académie de Toulouse.

### Activités sportives
Randonnée pédestre, chasse,

## Économie

### Emploi
|                | 2008  | 2013   | 2018  |
| -------------- | ----- | ------ | ----- |
| Commune        | 6,9 % | 14,3 % | 8,3 % |
| Département    | 7,7 % | 9,6 %  | 9,3 % |
| France entière | 8,3 % | 10 %   | 10 %  |

En 2018, la population âgée de 15 à 64 ans s'élève à 101 personnes, parmi lesquelles on compte 70,8 % d'actifs (62,5 % ayant un emploi et 8,3 % de chômeurs) et 29,2 % d'inactifs,. Depuis 2008, le taux de chômage communal (au sens du recensement) des 15-64 ans est inférieur à celui de la France et du département.
La commune est hors attraction des villes,. Elle compte 10 emplois en 2018, contre 13 en 2013 et 13 en 2008. Le nombre d'actifs ayant un emploi résidant dans la commune est de 63, soit un indicateur de concentration d'emploi de 16,6 % et un taux d'activité parmi les 15 ans ou plus de 59,5 %.
Sur ces 63 actifs de 15 ans ou plus ayant un emploi, 9 travaillent dans la commune, soit 15 % des habitants. Pour se rendre au travail, 86,7 % des habitants utilisent un véhicule personnel ou de fonction à quatre roues, 3,3 % les transports en commun, 3,3 % s'y rendent en deux-roues, à vélo ou à pied et 6,7 % n'ont pas besoin de transport (travail au domicile).

### Activités hors agriculture
10 établissements sont implantés  à Marliac au 31 décembre 2019.
Le secteur du commerce de gros et de détail, des transports, de l'hébergement et de la restauration est prépondérant sur la commune puisqu'il représente 20 % du nombre total d'établissements de la commune (2 sur les 10 entreprises implantées  à Marliac), contre 25,9 % au niveau départemental.

### Agriculture
|               | 1988 | 2000 | 2010 | 2020 |
| ------------- | ---- | ---- | ---- | ---- |
| Exploitations | 17   | 13   | 12   | 8    |
| SAU (ha)      | 570  | 446  | 426  | 334  |

La commune est dans le Volvestre, une petite région agricole localisée dans l'est du département de la Haute-Garonne, constituée de collines de terrefort à fortes pentes autrefois consacrées à l’élevage s’orientent aujourd’hui vers les grandes cultures. En 2020, l'orientation technico-économique de l'agriculture  sur la commune est la polyculture et/ou le polyélevage. Huit exploitations agricoles ayant leur siège dans la commune sont dénombrées lors du recensement agricole de 2020 (17 en 1988). La superficie agricole utilisée est de 334 ha,,.

## Culture locale et patrimoine

### Lieux et monuments
- Église Saint-Jean-Baptiste.

## Pour approfondir